# Konrad Roritzer
Konrad Roritzer, auch Conrad Roriczer (um 1410 in Regensburg; † nach 1477), war ein deutscher Baumeister der Spätgotik. Sein Vater Wenzel Roritzer, wahrscheinlich aus Böhmen stammend, war ebenfalls Werkmeister und spätestens ab 1415 Dombaumeister in Regensburg.
Konrad hatte zwei Söhne Matthäus (geb. um 1430/40) und Wolfgang, die ihm als Dombaumeister nachfolgten.

## Werk
Konrad Roritzer war Dombaumeister am Regensburger Dom von 1456 bis gegen 1478, als sein ältester Sohn Matthäus Roritzer in diesem Amt nachweisbar ist. Konrad Roritzer arbeitete an der Westfassade des Regensburger Doms sowie am zweiten Bauabschnitt des Hallenchors der Lorenzkirche in Nürnberg (1455–1466). Er begutachtete 1474 die Einwölbung der Frauenkirche in München, die Jörg von Halspach, genannt Ganghofer, entworfen hatte. Darüber hinaus fungierte er als Berater bei Kirchenbauten in Nördlingen (1461), Wien (1462) und Eger (1472).